# 聖拉斐爾塞德羅斯
聖拉斐爾塞德羅斯（西班牙語：San Rafael Cedros）是薩爾瓦多的城鎮，位於該國中部，由庫斯卡特蘭省負責管轄，面積29.23平方公里，海拔高度708米，2007年人口17,069，人口密度每平方公里583.95人。